# Нечуя Дембінських
Нечуя Дембінських — шляхетський герб, різновид герба Нечуя.

## Опис герба
У червоному полі у перев'яз вправо колода природних кольорів із трьома сучками справа і двома зліва.
У клейноді колода в стовп, як і в гербі.

## Найбільш ранні згадки
Невідомий час появи відміни герба Нечуя.

## Власники
- Дембінські.